# Авилов (Родионово-Несветайский район)
Авилов — хутор в Родионово-Несветайском районе Ростовской области.
Входит в состав Родионово-Несветайского сельского поселения.

## География

### Улицы
- ул. Заречная,
- ул. Новая,
- ул. Советская,
- ул. Центральная,
- ул. Школьная.

## Население
| 2010 |
| ---- |
| 430  |